# Szade
Szade – wieś na Ukrainie w rejonie samborskim należącym do obwodu lwowskiego.